# Lenophyllum pusillum
Lenophyllum pusillum är en fetbladsväxtart som beskrevs av Joseph Nelson Rose. Lenophyllum pusillum ingår i släktet Lenophyllum och familjen fetbladsväxter. Inga underarter finns listade i Catalogue of Life.